# Port lotniczy Chaurjhari
Port lotniczy Chaurjhari – port lotniczy położony w Chaurjhari w Nepalu.